# Grand-Aigueblanche
Grand-Aigueblanche ist eine französische Gemeinde mit 3.794 Einwohnern (Stand: 1. Januar 2022) im Département Savoie in der Region Auvergne-Rhône-Alpes. Sie gehört zum Arrondissement Albertville und zum Kanton Moûtiers.
Sie entstand als Commune nouvelle mit Wirkung vom 1. Januar 2019 durch die Zusammenlegung der bisherigen Gemeinden Aigueblanche, Le Bois und Saint-Oyen, die in der neuen Gemeinde den Status einer Commune déléguée haben. Der Verwaltungssitz befindet sich im Ort Aigueblanche.

## Gliederung
| Ortsteil                         | ehemaliger INSEE-Code | Fläche (km²) | Einwohnerzahl zum 1. Januar 2022 |
| -------------------------------- | --------------------- | ------------ | -------------------------------- |
| Aigueblanche (Verwaltungssitz)00 | 73003                 | 19,67        | 3.197                            |
| Le Bois                          | 73045                 | 05,55        | .0402                            |
| Saint-Oyen                       | 73266                 | 02,11        | .0195                            |

## Lage
Grand-Aigueblanche liegt an der Isère, etwa 22 Kilometer südöstlich von Albertville. Nachbargemeinden sind La Léchère im Norden, Aime-la-Plagne im Nordosten, Hautecour im Osten, Moûtiers im Südosten, Les Belleville und Salins-Fontaine im Süden und Les Avanchers-Valmorel im Südwesten.